# 浜本孝久
浜本 孝久（はまもと たかひさ、1940年12月5日- ）は、日本の経営者。北海道テレビ放送社長、会長を務めた。北海道旭川市出身。

## 来歴・人物
1964年に早稲田大学法学部を卒業し、同年に朝日広告通信社に入社した。1969年3月に北海道テレビ放送に転じ、1992年6月に取締役に就任し、1996年6月に常務を経て、1999年6月に社長に就任。2005年6月に会長に就任し、2006年6月に取締役相談役を経て、2007年6月には相談役に就任。
2012年11月に旭日小綬章を受章した。